# Mount Jackson (Wirginia)
Mount Jackson – miasto w Stanach Zjednoczonych, w stanie Wirginia, w hrabstwie Shenandoah, położone nad rzeką North Fork Shenandoah, w Dolinie Shenandoah.